# Leverbrunt ängsfly
Leverbrunt ängsfly, Apamea epomidion, är en fjärilsart som beskrevs av Adrian Hardy Haworth 1809. Leverbrunt ängsfly ingår i släktet Apamea och familjen nattflyn, Noctuidae. Arten är reproducerande i Sverige och populationen är bedömd som Livskraftig, LC. I Finland är arten tillfällig och listad som sällsynt men regelbunden migrant. Inga underarter finns listade i Catalogue of Life.

## Bildgalleri

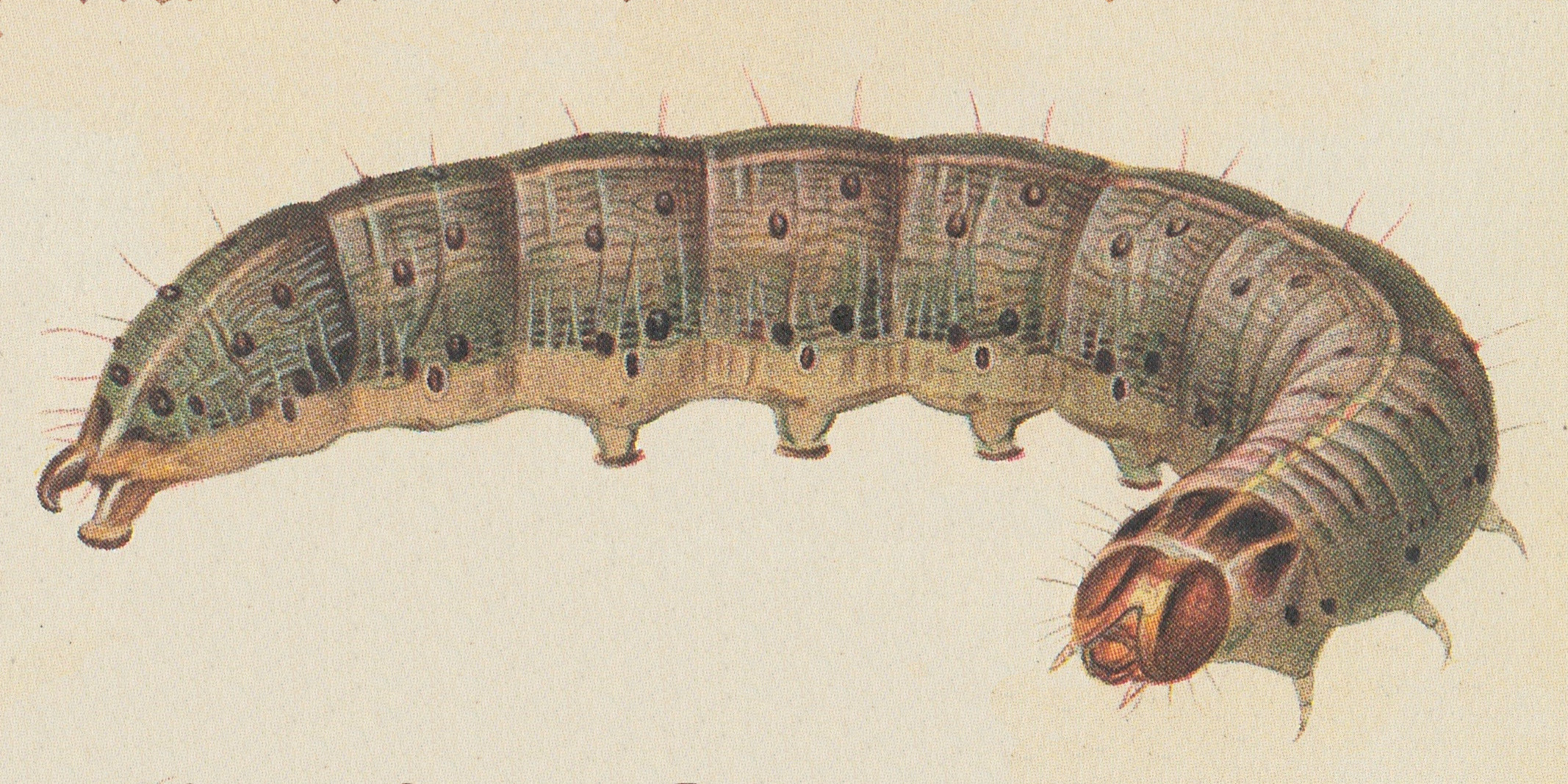
Illustration av fjärilens larv
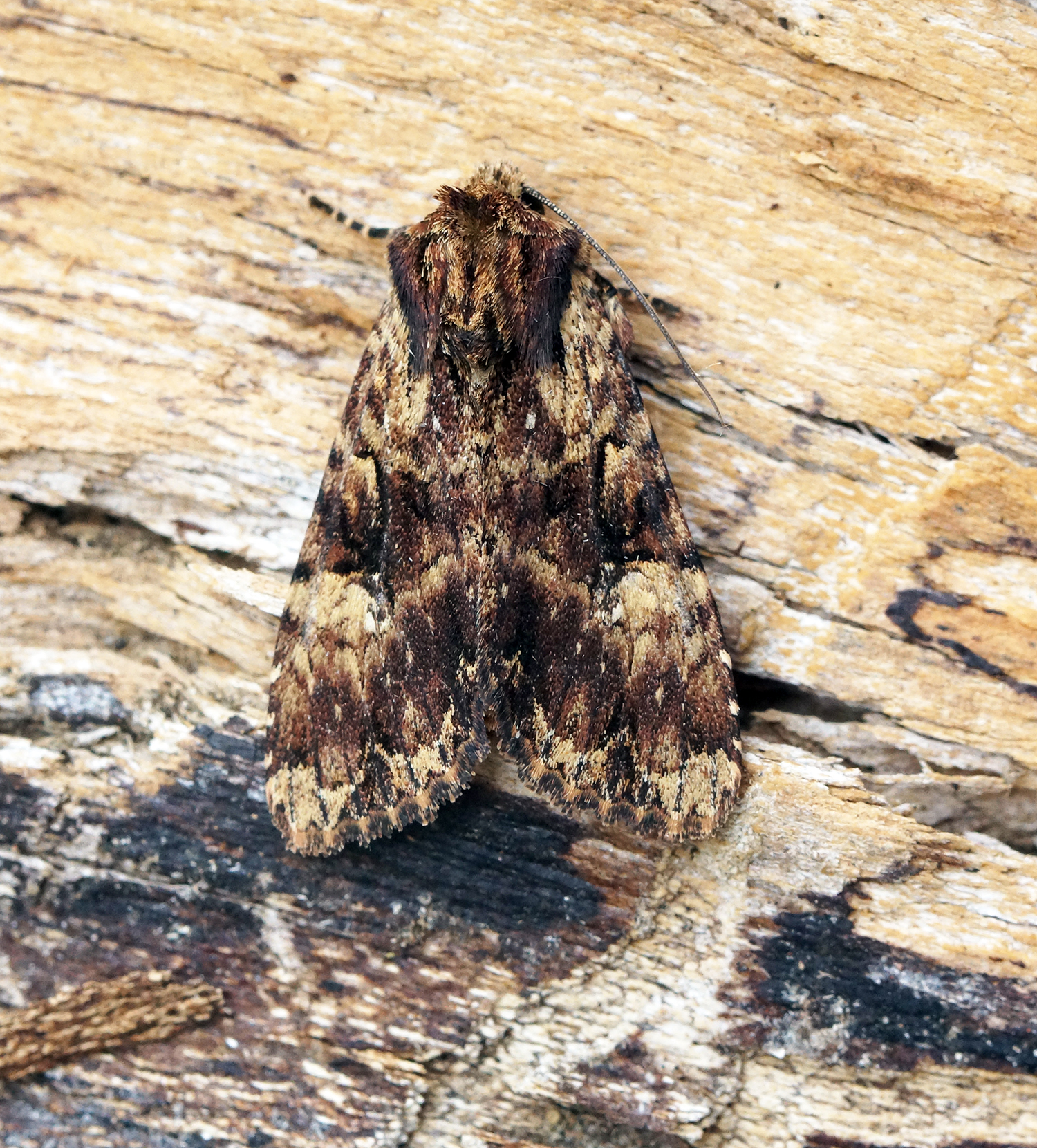
Imago fjäril
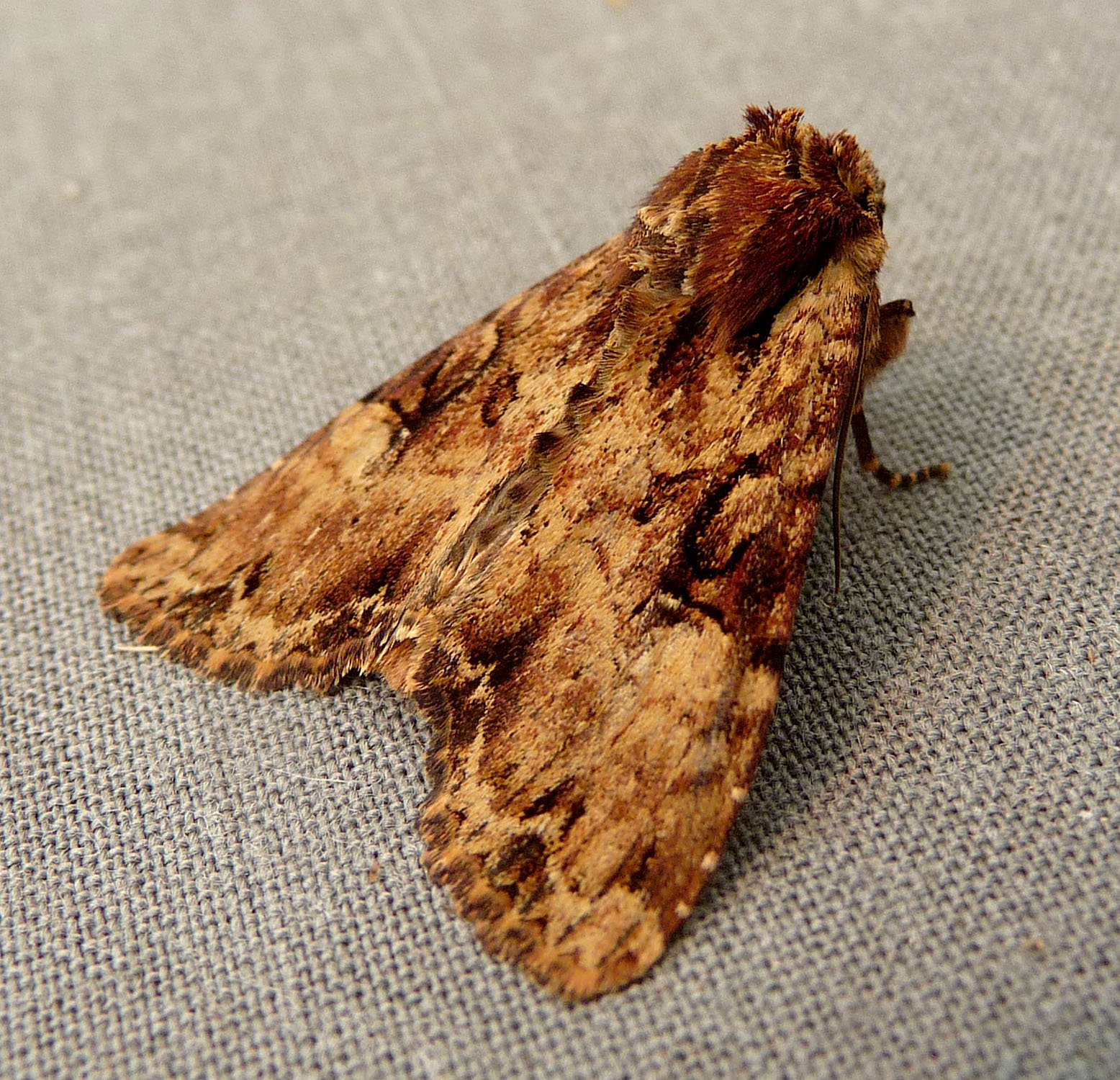
Imago fjäril
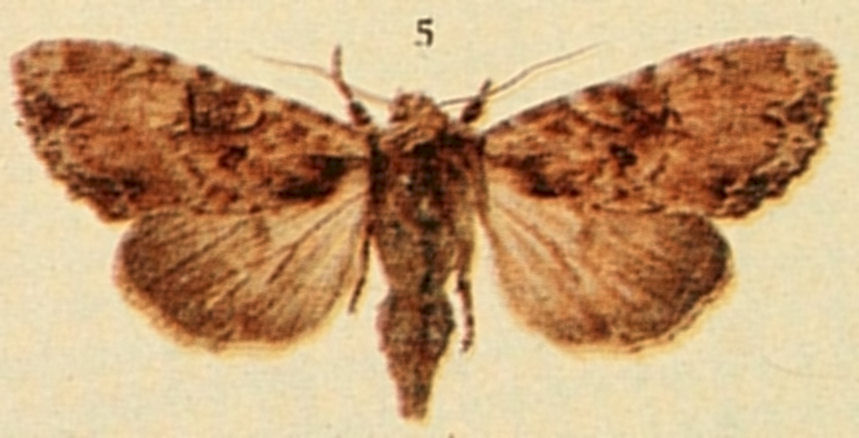
Illustration av preparerad (uppnålad) imago fjäril